# Циннер, Эрнст
Эрнст Циннер (нем. Ernst Zinner, 1886−1970) — немецкий астроном и историк астрономии.

## Биография
Родился в Злоторые (ныне — Польша), получил степень Dr. phil. в Йенском университете в 1908 г., стажировался в университетах Лунда, Парижа и обсерватории в Хайдельберге. С 1910 работал ассистентом в Ремейской обсерватории в Бамберге, где занимался в основном исследованием переменных звезд.
23 октября 1913 вновь обнаружил комету Джакобини-Циннера, первоначально открытую Мишелем Джакобини в 1900.
Во время Первой мировой войны работал в качестве метеоролога. В 1924 получил звание профессора в Мюнхенском университете, в 1926 был назначен директором Ремейской обсерватории и проработал в этой должности до 1956, занимаясь в основном звёздной астрономией. С 1925 занимался также исследованиями в области истории астрономии и астрономических инструментов, опубликовал в общей сложности 9000 печатных листов по этой тематике.
В его честь назван кратер на Луне.